# Daniela Jaworská
Daniela Jaworská (4. ledna 1946) je bývalá polská atletka, mistryně Evropy v hodu oštěpem z roku 1971.
Dvakrát startovala na olympiádě – v Mexiku v roce 1968 skončila v soutěži oštěpařek pátá, v Mnichově o čtyři roky později nepostoupila z kvalifikace. Čtyřikrát se zúčastnila mistrovství Evropy. Největšího úspěchu dosáhla v Helsinkách v roce 1971, kde v hodu oštěpem zvítězila. Celkem desetkrát se stala v této disciplíně mistryní Polska, její osobní rekord 62,30 m pochází z roku 1973.